# Mr. Driller W
Mr. Driller W es un videojuego de rompecabezas de 2009 desarrollado y publicado para el servicio WiiWare por Namco Bandai Games. La octava entrada de la serie Mr. Driller, el juego gira en torno a despejar cada nivel destruyendo o "perforando" grandes formaciones de bloques de colores. Los jugadores tienen un medidor de oxígeno que actúa como límite de tiempo y se agota constantemente; el aire se repone al recolectar las cápsulas de aire y se agota aún más al destruir los bloques de color marrón "X".
Mr. Driller W fue parte del esfuerzo de Namco Bandai para llevar sus franquicias clásicas a las plataformas de distribución digital, debido a que el concepto tuvo éxito con servicios como Xbox Live Arcade. El juego reutiliza muchos activos de juegos anteriores de la serie, como Mr. Driller Drill Land y Mr. Driller Drill Spirits. Fue el primer juego de la compañía para el servicio WiiWare. W recibió críticas mixtas, siendo elogiado por su jugabilidad y efectos visuales aditivos y criticado por su falta de contenido en comparación con las entradas anteriores y la falta de un modo multijugador en línea.

## Jugabilidad
Mr. Driller W es un videojuego de rompecabezas. Cuenta con una jugabilidad que recuerda a la serie Dig Dug, que se presenta en un colorido estilo 2D. Los jugadores controlan uno de los siete personajes, ya que deben llegar al final de cada nivel, todo lo cual tiene lugar en lugares del mundo real como Japón, Egipto e incluso la luna. Los siete personajes incluyen a Susumu Hori, el protagonista principal de la serie; Anna Hottenmeyer, perforadora alemana y rival de Susumu; Ataru Hori, hermano mayor marginado de Susumu; Taizo Hori, el protagonista de Dig Dug y padre de Susumu y Ataru; Puchi, el perro mascota de Susumu; Holinger-Z, un robot de perforación; y Usagi, la mascota alienígena parecida a un conejo de Atari que está bloqueada desde el principio. Cada personaje posee sus propias habilidades únicas; por ejemplo, Holinger-Z puede soportar un golpe extra, esencialmente duplicando la cuenta de vidas del jugador. El juego gira en torno a la destrucción o "perforación" de coloridas formaciones de bloques que ensucian el campo de juego. El jugador tiene un medidor de oxígeno que se agota constantemente, que actúa como límite de tiempo; el oxígeno se puede reponer recolectando cápsulas de aire que se encuentran en todo el nivel, mientras que el oxígeno se pierde al destruir los bloques "X" de color marrón.

## Desarrollo y lanzamiento
Con los servicios de distribución digital para consolas de videojuegos domésticas cada vez más populares entre los jugadores hacia fines de la década de 2000, Namco Bandai Games buscó comenzar la producción de juegos exclusivos para estos servicios con el propósito de alimentar la demanda. Después de ver el éxito con juegos como Pac-Man Championship Edition y sus diversas conversiones de juegos de arcade para Xbox 360, la compañía buscó otros servicios digitales a los que llevar su catálogo de juegos. Namco Bandai eligió traer muchas de sus franquicias más populares y conocidas a estas plataformas, debido a su gran reconocimiento de marca en todo el mundo. La popularidad y el éxito de la serie Mr. Driller impulsaron la creación de un nuevo juego en la serie para estos servicios, lo que más tarde se convirtió en Mr. Driller W. Estaba en producción junto con la secuela de DSiWare Mr. Driller: Drill Till You Drop. El juego reutiliza muchos activos de juegos anteriores de la serie, como Mr. Driller Drill Land y Mr. Driller Drill Spirits.
Namco Bandai se burló del juego en la edición de enero de 2009 de su revista Side-BN, junto con Xevious Resurrection y Korogashi Puzzle Katamari Damacy. Famitsu lo mostró además, presentado junto con Drill Till You Drop. Fue el primer juego de la compañía anunciado para el servicio WiiWare. Fue lanzado en Japón el 25 de febrero de 2009. El juego se lanzó más tarde en Norteamérica el 24 de agosto y en territorios PAL el 28 de agosto. El juego es compatible con el controlador GameCube y el controlador Wii Classic, y es compatible con versiones anteriores. con la Wii U.

## Recepción
Según el sitio web del agregador de reseñas Metacritic, Mr.Driller W recibió "críticas mixtas o promedio". Los revisores se centraron principalmente en la falta de contenido del juego en comparación con sus predecesores, como la falta de un modo multijugador.
Nintendo Life describió el juego como "un rompecabezas de acción verdaderamente único y gratificante". IGN criticó el juego por su falta de modos de juego, específicamente la omisión de un multijugador, por lo que expresaron confusión debido a que es un pilar de la serie. La Official Nintendo Magazine dio una respuesta similar, quien dijo que la falta de modos de juego adicionales finalmente "paralizó" el juego principal. GamePro e Inside Games, por el contrario, estaban contentos con el paquete en general, pero argumentaron que el precio de $ 8 podría desanimar a quienes buscan más contenido.
La mayoría de las publicaciones estuvieron de acuerdo en que el juego seguía siendo divertido de jugar y tenía una calidad adictiva. Nintendo Life lo etiquetó como "urgentemente adictivo", diciendo que era una recomendación fácil para los fanáticos de los juegos de rompecabezas. Inside Games elogió la simplicidad de su modo de juego, que sintió que hacía que el juego fuera único y era su punto más fuerte. IGN comentó sobre la acción vertiginosa y la naturaleza adictiva del juego, escribiendo: "Es una experiencia vertiginosa que requiere que mires simultáneamente hacia adelante y hacia atrás de tu personaje. Muchos jugadores se han vuelto adictos a la hipnótica espiral descendente que es Mr. Driller . " GamePro comparó la simplicidad del juego y la jugabilidad adictiva con la de Dig Dug, particularmente por su sensación de arcade-esc.
Los críticos elogiaron el estilo artístico y los diseños de personajes "japoneses" del juego. Nintendo Life, en particular, afirmó que el gran elenco de personajes únicos le dio variedad al juego, lo que le permitió al jugador cambiar entre diferentes estilos de juego. IGN y la revista oficial de Nintendo estuvieron de acuerdo, pero argumentaron que algunos personajes, específicamente Holinger-Z, estaban desequilibrados. GamePro declaró que el estilo artístico se sentía como una mezcla entre Hi Hi Puffy AmiYumi y The Powerpuff Girls, presentando un juego lindo y de aspecto brillante. IGN dijo que "viene con la peculiaridad y el encanto japoneses habituales", elogiando su banda sonora por los múltiples géneros diferentes y su naturaleza caricaturesca. También les gustó la implementación del juego de soporte para el controlador GameCube y el controlador Wii Classic, así como su falta de controles de movimiento "forzados". GamePro e IGN recomendaron el juego a aquellos que nunca antes habían jugado un juego de Mr. Driller, y IGN concluyó su reseña con: "Si nunca has jugado este juego de acción arcade, podría valer la pena descargarlo para ver por qué ha sido popular durante una década. Pero los previamente ungidos probablemente no necesiten otra versión con menos funciones ". Retrospectivamente, Retronauts dijo que no tenía nada particularmente único, y que carecía de imágenes de alta definición y cantidad de contenido como su predecesor de Xbox 360, Mr. Driller Online.